# Barbara Dufour
Barbara 'Babs' Dufour is een personage uit de Vlaamse ziekenhuisserie Spoed dat werd gespeeld door Truus Druyts. Ze was een vast personage van 2000 tot 2003.

## Personage
Babs was een uitstekende urgentiearts in het team van dokter Luc Gijsbrecht. Daarnaast is ze ook pediater, wat ertoe leidt dat ze vaak jonge patiëntjes op een efficiënte manier kan behandelen. Babs is een hartelijk en optimistisch persoon, die haar patiënten steeds op hun gemak probeert te stellen. Patiëntjes die door andere artsen moeilijk te behandelen vallen, zullen zich door haar meestal wel laten verzorgen. Ze is ook een vrolijke vrijgezel, die er niet voor terugdeinst een onenightstand te hebben. Ze richt haar pijlen bijvoorbeeld op Dirk Velghe, de vriend van haar beste vriendin Anneke. Anneke neemt haar dat zeer kwalijk en beëindigt hun vriendschap. Later, na de dood van Dirk, worden ze echter opnieuw vriendinnen en gaan ze samenwonen.
In seizoen 2 krijgt ze een relatie met verpleger Bob Verly. Babs zou graag met hem trouwen en kinderen krijgen, maar dat is buiten Bob gerekend. Wat een romantisch weekendje in de Ardennen moest worden, mondt uiteindelijk uit in een hevige ruzie. Wanneer ze nadien terug aan het werk gaan, kibbelen ze voortdurend in het bijzijn van patiënten. Voor Luc is de maat al snel vol en hij besluit Bob over te plaatsen, met als gevolg dat Babs hem niet meer ziet.
Later, in seizoen 5, wordt Bob echter weer lid van het team. Babs gedraagt zich in het begin afstandelijk tegenover hem, maar moet al snel toegeven dat ze nog steeds gevoelens voor hem heeft. Wanneer hij haar tijdens een interventie uit de riolen redt, verzoenen ze zich en volgt er een kus. Bob is duidelijk een ander mens geworden en vraagt haar later in dat seizoen ten huwelijk, waar Babs uiteraard volmondig "Ja!" op antwoordt.

## Vertrek
Babs krijgt in het begin van seizoen 5 de aanbieding om een belangrijke stage te gaan lopen in Italië. Ze besluit die aan te nemen en dan na haar terugkeer met Bob te trouwen. Ze verschijnt voor de laatste keer uit beeld in aflevering 129, wanneer ze haar opvolgster Ilse de Winne aan het spoedteam heeft voorgesteld. Nadien blijft Babs virtueel nog in leven, al komt ze niet meer in beeld. Ze belt regelmatig met Bob en ook de collega's zijn blij wanneer ze vernemen dat ze op het punt staat terug te komen werken in het AZ. Op de dag van haar terugkeer in aflevering 146 krijgt Luc echter een verschrikkelijk telefoontje: Babs heeft een auto-ongeluk gehad op weg naar de luchthaven, en was op slag dood.
Vele fans waren bedroefd toen het personage de serie verliet. De echte reden van haar vertrek was dat actrice Truus Druyts moeite had het drukke opnametempo te combineren met haar privéleven.

## Familie
- Bob Verly (partner)
- Roland Dufour (vader)